# East San Gabriel
East San Gabriel è un census-designated place (CDP) degli Stati Uniti d'America, situato in California, nella contea di Los Angeles.